# آداب‌المشق

روی جلد کتاب آداب المشق

رسالهٔ آداب المشق رساله‌ای است در باب خوشنویسی از بابا شاه اصفهانی. سال‌ها بود که متن رسالهٔ ارزشمند آداب المشق بابا شاه اصفهانی را با نام استاد بزرگ خط نستعلیق، میرعماد حسنی منتشر می‌کردند تا آنکه پروفسور محمد شفیع با یافتن نسخه‌ای از این رساله به خط بابا شاه اصفهانی این نسبت را رد کرد و سپس دکتر مهدی بیانی و دیگران بارها بر این اشتباه آشکار انتقاد کردند اما هم چنان از باب غلط رایج، تکرارش ادامه یافت.
دکتر حمیدرضا قلیچ‌خانی، خوشنویس و پژوهشگر در حوزهٔ خوشنویسی ایرانی در سال ۱۳۹۱، کتابی با عنوان آداب المشق که شامل اطلاعاتی دربارهٔ بابا شاه اصفهانی و رسالهٔ ارزشمند وی است، را از روی نسخه خطی به خط بابا شاه اصفهانی در دانشگاه پنجاب لاهور به چاپ رساند و انتساب این اثر را به میرعماد مردود کرد. این کتاب توسط انتشارات پیکره به چاپ رسیده‌است.